# Ijevsk
Ijevsk (em russo: Ижевск) é a capital e a maior cidade da Udmúrtia, na Rússia. Localiza-se no leste da Rússia européia. Tem cerca de 612 mil habitantes. Foi fundada pelos russos em 1760. Designou-se Ustinov entre 1984 e 1987. É a cidade onde-se residiu Mikhail Kalashnikov, criador do fuzil de assalto AK-47, falecido no final de 2013 de causas naturais.

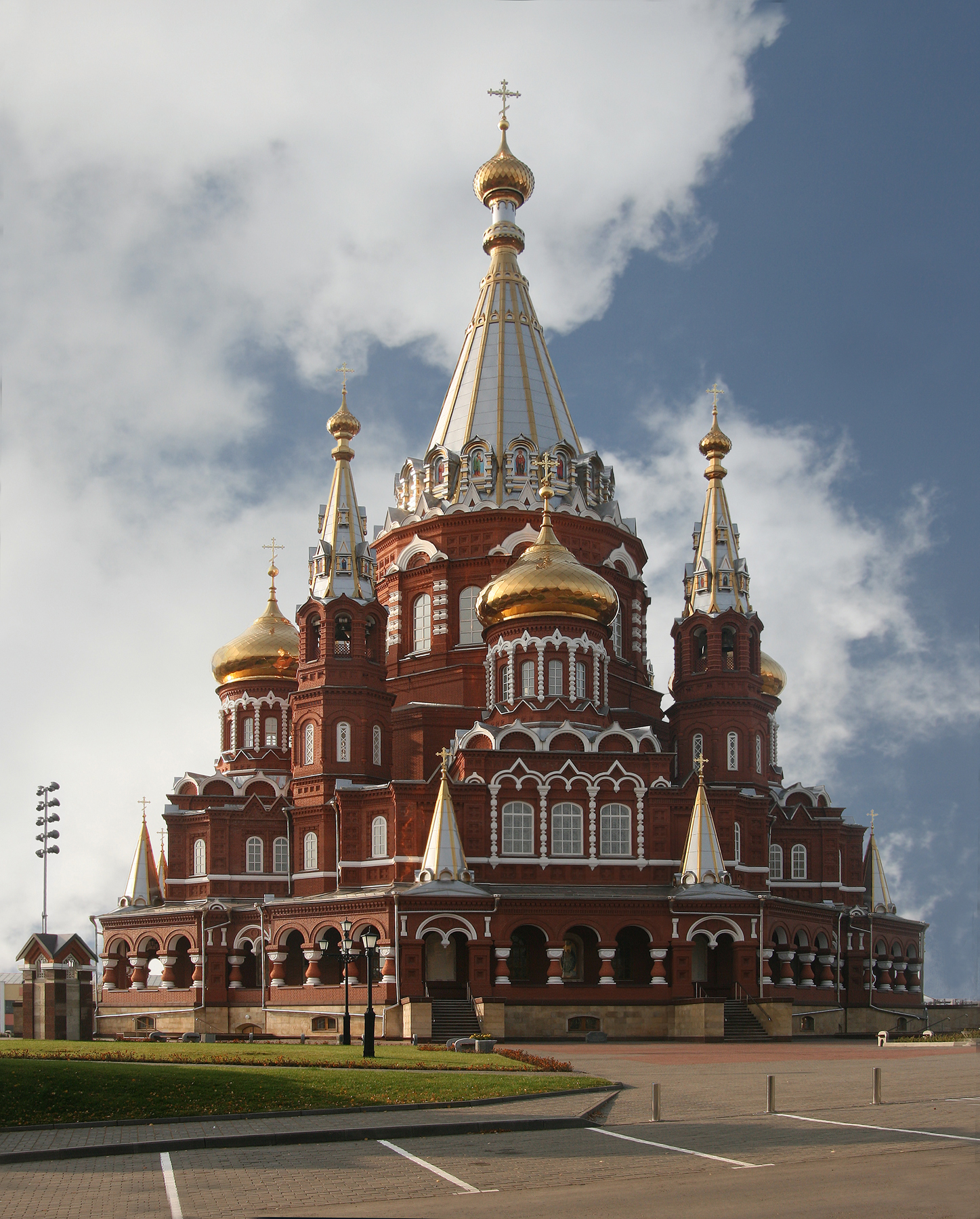
A catedral Svyato Mihailovsky em Ijevsk, República da Udmúrtia, Rússia.

A cidade se situa próximo ao rio Ij, a 40 quilômetros antes dele desaguar no rio Kama.

## Economia
A cidade tem como principal atividade a indústria bélica, sendo a empresa estatal IZH, a mais importante da cidade, produzindo rifles de assalto, pistolas, carros e motos.

## Esporte
A cidade de Ijevsk é a sede do Estádio Central Republicano e do FC Ijevsk, que participou do Campeonato Russo de Futebol. Outros clubes são o FC Soyuz-GAZPROM Ijevsk, o FC Zenit Ijvesk e o FC Torpedo-UdGu Ijevsk.